# Bryson (néopythagoricien)
Pour les articles homonymes, voir Bryson.
Bryson (en grec Βρύσων), philosophe de l'école pythagoricienne, est l'auteur supposé d'un traité antique d'économie domestique (Économique, en grec Οἰκονομικός).
La version grecque originale de ce texte est presque perdue : il en reste deux courts fragments dans le Florilège de Jean Stobée (livre IV), dans une série de pseudépigraphes sur le thème de l'œconomia rédigés en dialecte dorien et attribués à des pythagoriciens.
Si l'original grec du texte est à peu près perdu, des versions arabe et hébraïque en ont été mises au jour à la fin du XIXe siècle. D'une part, Moritz Steinschneider a révélé la présence dans un manuscrit hébreu de la bibliothèque d'État de Munich de la traduction depuis l'arabe, effectuée par un Juif de Séville ayant vécu au XIVe siècle du nom de David bar Salomon b. Ya'ish, d'un traité attribué à un auteur nommé Brāsōn. Côté arabe, Ibrahim al-Yazigi publia dans sa revue culturelle Aḍ-Ḍiya' les deux premières parties (sur l'argent, sur les esclaves) de la version arabe du traité, sans connaître l'identité de l'auteur. D'autre part, au 11e congrès des orientalistes tenu à Paris en 1897, Louis Cheikho décrivit un précieux manuscrit alors en la possession d'un avocat renommé de Beyrouth ; il contenait le texte entier, que le jésuite publia quelque temps plus tard dans sa revue Al-Machriq. 
L'influence de ce petit traité dans la littérature arabe médiévale se repère particulièrement dans trois ouvrages : d'une part dans le Tahdhīb al-akhlāq de Miskawayh (qui paraphrase sa quatrième partie consacrée à l'éducation des enfants) ; d'autre part dans un texte du genre « miroir des princes », Sulūk al-malik fi-tadbīr al-mamalik (Conduite du roi dans le gouvernement des royaumes), d'un auteur du XIIIe siècle nommé Shihāb al-Dīn Ahmad b. Muhammad b. Abī l-Rabī', qui en fait des citations littérales ; enfin dans un fameux traité consacré au commerce, le Kibāb al-ishāra ila mahāsin at-tijara (Livre de la connaissance des vertus du commerce), d'un auteur d'époque incertaine appelé Ja'far ibn 'Ali al-Dimashqi, qui cite aussi littéralement le texte de Bryson.
Il existe une troisième version médiévale conservée du texte (que Martin Plessner reproduit avec les deux autres dans son édition) : la traduction latine de l'arabe réalisée vers 1300 par le médecin montpelliérain Armengaud Blaise (sous le titre erroné Œconomica Galieni).     